# Arent Lepelaer
Arent Lepelaer (Gouda, gedoopt 25 augustus 1655 - aldaar, begraven 12 januari 1732) was een in de Noordelijke Nederlanden werkzame tekenaar, kopiist en (glas)schilder. 

## Leven en werk
Lepelaer werd in 1655 in Gouda geboren als zoon van de voorlezer, voorzanger en ziekenbezoeker Jacob Lepelaer en Hester Antipas van den Borre. Hij kreeg in 1688 van de kerkmeesters van Gouda de opdracht om kopieën te vervaardigen van de cartons van de Goudse glazen van de Sint-Janskerk. Eerder al had Christoffel Pierson een serie zwart-witkopieën van de cartons gemaakt. Lepelaer kreeg de opdracht om ook de kleuren vast te leggen. De door hem begonnen reeks werd in de periode 1722 tot 1726 afgemaakt door Julius Caesar Boëthius. De complete collectie van 65 tekeningen is bewaard gebleven. Lepelaer voerde daarnaast meerdere opdrachten uit voor het kerkbestuur ter verfraaiing van het interieur. Ook was hij ook belast met de reparatie van het zwaar beschadigde carton van het Koningsglas, het door Filips II en zijn vrouw Mary Tudor geschonken glas.
Lepelaer vervaardigde ook tekeningen van markante Goudse gebouwen. In de "Beschryving de stad Gouda" van Ignatius Walvis is zijn tekening van het Goudse stadhuis opgenomen.
Lepelaer was tweemaal getrouwd. Hij trouwde op 11 november 1681 met Maria Moors. Na haar overlijden hertrouwde hij in november 1689 met Anna de Bruijn. Hij overleed in 1732 in het leprooshuis te Gouda. Hij werd op 12 januari 1732 begraven in de Sint-Janskerk aldaar.
- Biografisch Portaal: 82611130
- RKD-Nederlands Instituut voor Kunstgeschiedenis: 49494
- Union List of Artist Names: 500083014
- Virtual International Authority File: 96277745